# 윈도우 서버 2016

GUI가 설치된 윈도우 서버 2016의 시연 스크린샷

윈도우 서버 2016(영어: Windows Server 2016)는 마이크로소프트의 서버 계열의 운영 체제이다. 윈도우 10의 서버 버전이다.윈도우 서버 2016은 현재 테크니컬 프리뷰 버전과 RTM 버전이 출시되었으며, 정식 버전은 2016년 10월 12일(한국시간 13일 새벽 2시)에 출시하였다.

## 개발
사티아 나델라는 서버와 시스템 센터 팀을 함께 배치함으로써 마이크로소프트를 재정비하였다. 과거에 서버 팀은 윈도우 클라이언트 팀과 더 친밀하였다. 애저 팀 또한 서버 팀과 더 친밀하게 작업하고 있다.

### 역사
2015년 5월 4일(PDT)에 테크니컬 프리뷰 2가 공개되었다. 2015년 8월 20일(PDT)에 테크니컬 프리뷰 3이 공개되었다. 2015년 11월 19일(PDT)에 테크니컬 프리뷰 4가 공개되었다. 이후 테크니컬 프리뷰 5가 공개되었고, 윈도우 2016의 정식 MSDN버전이 2016년 10월 12일(한국시간 13일 새벽 2시)에 출시되었다.

## 설치
윈도우 서버 2016은 다음과 같은 두 가지 방법으로 설치할 수 있다.
- 코어버전
- 데스크탑 버전

### 나노버전
나노버전은 윈도우 서버 2016의 설치 방법중 하나이며, 코어버전보다 용량을 더 적게 소모한다. 출시 초기에는 직접 설치해서 사용하는 것도 가능했지만, 현재는 컨테이너 버전으로만 출시되고 있다.

### 코어버전
코어버전은 윈도우 서버 2016의 설치 방법중 하나이며, 메모리를 적게 사용한다. CLI로 동작한다.

### 데스크탑 버전
데스크탑 버전은 코어버전과 마찬가지로 윈도우 서버 2016의 설치 방법중 하나이며, GUI 데스크탑 환경을 포함하고 있어 일반 사용자용 윈도우 10과 유사한 데스크탑 환경으로 사용할 수 있다.
이 방법으로 설치하면 코어버전으로 설치했을 때보다 두 배 이상 메모리를 사용하게 된다. 코어버전보다 사용하기에는 편리하지만, 보안 업데이트를 많이 설치해야하기 때문에 실제 운영 환경에서는 코어버전의 사용이 권장된다.

## 최소 요구 사항

### 프로세서
- 1.4GHz X64 프로세서
- X64 호환 명령 집합
- NX 및 DEF 지원
- CMPXCHG16b, LAHF/SAHF 및 PrefetchW 지원
- 두 번째 수준 주소 변환(EPT 또는 NPT) 지원

### RAM
- 512MB(데스크톱 환경 포함 서버 설치 옵션인 경우 2GB)
- ECC(오류 수정 코드) 형식 또는 유사한 기술

### 저장소 컨트롤러 및 디스크 공간 요구 사항
- 최소 32GB

### 네트워크 어댑터 요구 사항
- 최소 기가비트 처리량을 지원하는 이더넷 어댑터
- PCI Express 아키텍처 사양 준수
- PXE(Pre-boot Execution Environment) 지원

### 기타 요구 사항
- DVD 드라이브(DVD 미디어에서 운영 체제를 설치하려는 경우)
- 보안 부팅을 지원하는 UEFI 2.3.1c 기반 시스템 및 펌웨어
- 신뢰할 수 있는 플랫폼 모듈
- Super VGA(1024 x 768) 이상의 해상도를 지원하는 그래픽 장치 및 모니터
- 키보드 및 Microsoft® 마우스(또는 기타 호환 가능 포인팅 장치)
- 인터넷 액세스(사용 요금 부과 가능)

## 새로운 기능 및 특징
- 나노 서버 모드 추가[5]
- 윈도 컨테이너 및 도커 스웜 지원 추가
- 윈도우 10의 변경점(시작 버튼의 부활 등)
- 액세스 및 정보보호 강화
- 중첩 가상화 지원

- 소프트웨어정의데이터센터(SDDC)를 구현할 수 있도록 지원
- 다중레이어 기반 보안체제로 보안성이 강화
- 최근 동향에 맞게 클라우드 환경에 최적화
- 클라우드 플랫폼 '애저(Azure)'에서 제공하던 컴퓨트, 스토리지, 네트워킹 기능을 기업 내부 환경에서도 동일하게 사용 가능
- 윈도우 서버 2016부터는 반기 채널 (Semi-Annual Channel)이라는 출시 주기가 추가되어 서버 코어와 나노 서버 형태로 새로운 기능을 포함한 버전을 약 6개월에 한 번 꼴로 출시한다. 윈도우 10의 출시 주기와 거의 일치하는 것이 특징이다.

## 같이 보기
- 윈도우 서버
- 윈도우 10